# Гончарів яр (заказник)
Гончарів яр — ентомологічний заказник місцевого значення. Об'єкт розташований на території Монастирищенського району Черкаської області, село Халаїдове.
Площа — 5 га, статус отриманий у 1983 році.